# Vinköls kyrka

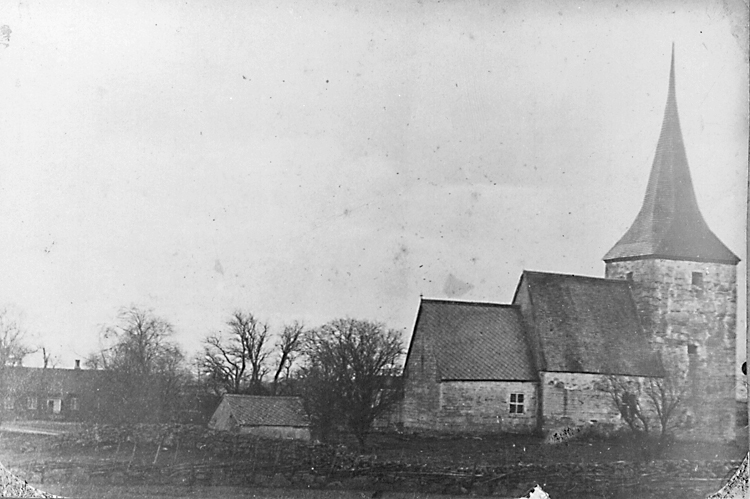
Vinköls gamla kyrka

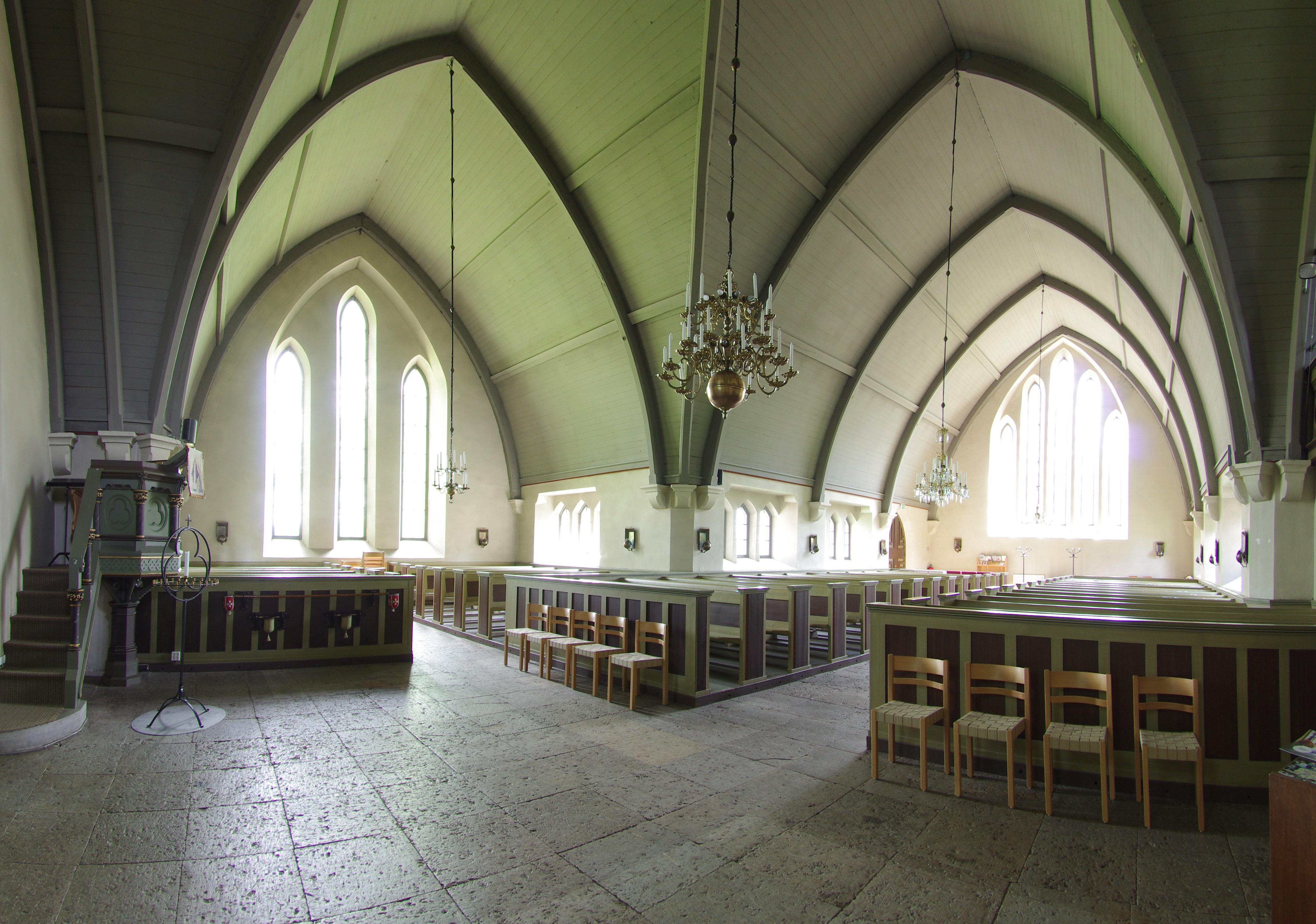
Kyrkorummet

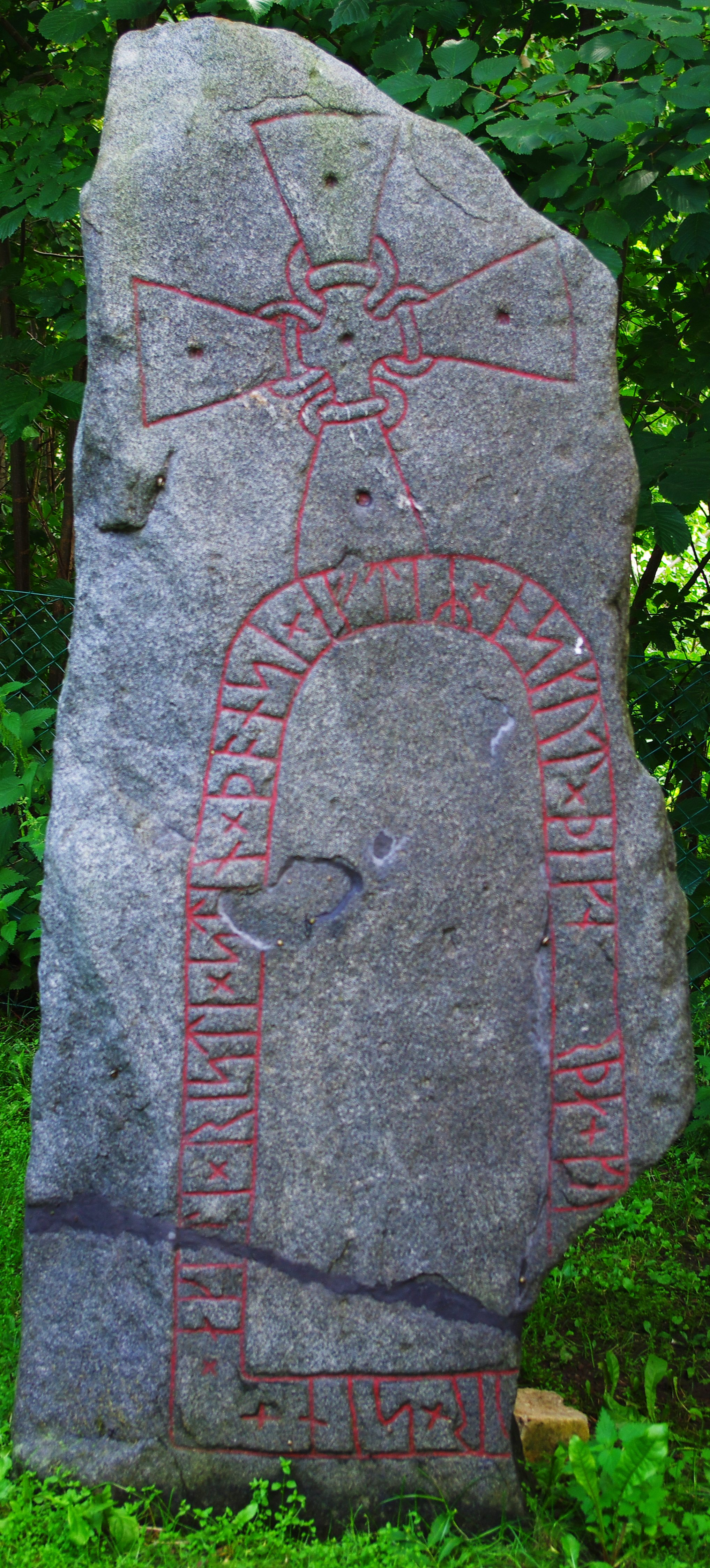
På skolgården till Vinköls byskola står runstenen Åsgöts sten, som var en del av den medeltida kyrkans kyrkomur.

Vinköls kyrka är en kyrkobyggnad som sedan 2006 tillhör Ardala församling (tidigare Vinköls församling) i Skara stift. Den ligger i kyrkbyn Vinköl i västra delen av Skara kommun.
Omkring 600 meter syd-väst om den nuvarande kyrkan fanns tidigare en medeltida kyrka som revs när den nya byggdes.

## Vinköls gamla kyrka
Vinköls gamla kyrka (58°19′30″N 13°16′56″Ö / 58.3250456°N 13.2820999°Ö) uppfördes under tidig medeltid. Kyrkan var byggd i sten och hade ett kyrktorn med två kyrkklockor. En runsten fanns i kyrkogårdsmuren. Omkring år 1870 revs den gamla kyrkan när en ny kyrka byggdes omkring 600 meter åt nord-ost. På platsen där den gamla kyrka stått byggdes Vinkölsgården med byns skola.

## Kyrkobyggnaden
Kyrkan byggdes 1870-1872, som en korskyrka i engelsk katedralstil, av byggmästaren Anders Pettersson i Värsås efter ritningar av Ernst Jacobsson som studerat i England. År 1885 installerades två kaminer och spåntaket byttes mot ett tak i skiffer. Kyrktornet som blåst ner ersattes av ett något lägre torn.
Kyrkan restaurerades och moderniserades 1931-1932 efter ritningar av arkitekt Sven Wranér. Kyrkorummet isolerades och försågs med elektrisk värme. Skorstenarna och norra läktaren revs. Orgeln flyttades från norra till södra läktaren och renoverades av Nordfors och co från Lidköping. Bänkinredningen byttes och innertaket byttes.
Åren 1937 - 1940 utökades kyrkogården, enligt förslag av Adolf Niklasson och 1950 fick den nya kyrkogården bisättningskällare med redskapsbod efter ritningar av Edgar Haasum.
Elektrisk klockringning installerades troligen 1968 och bänkinredningen ommålades 1972. Skiffertaket lades om 1990 och år 2001 togs bänkar på båda sidor av mittgången bort.

## Inventarier
- Dopfunten är från tidig medeltid och är sannolikt av gotländsk tillverkning. Dopfunten har flera personer avbildade, vilka möjligen kan vara kung Erik Eriksson och Bernhard av Clairvaux.
- Predikstolen är samtida med kyrkan och är ritad av E Jacobsson.
- Altarprydnad i form av ett krucifix från AB Libraria i Stockholm.
- Den ursprungliga altartavlan från 1872 flyttatades till ett prästgårdsmagasin år 1932.

### Orgel
- 1897 byggde Carl Axel Härngren, Lidköping en orgel med 6 stämmor. Det var kyrkans första orgel.
- Den nuvarande orgeln byggdes 1977 av Smedmans Orgelbyggeri AB, Lidköping och är en mekanisk orgel. Fasaden är från 1897 års orgel eller 1872.

| Huvudverk I     | Svällverk II      | Pedal         | Koppel |
| Rörflöjt 8'     | Gedackt 8´        | Subbas 16´    | I/P    |
| Principal 4'    | Salicional 8'     | Flöjtbas 8'   | II/P   |
| Tvärflöjt 4'    | Koppelflöjt 4'    | Kvintadena 4' | II/I   |
| Waldflöjt 2'    | Blockflöjt 2'     |               |        |
| Mixtur III chor | Principal 1'      |               |        |
| Regal 8'        | Crescendosvällare |               |        |
| Tremulant       |                   |               |        |

## Galleri

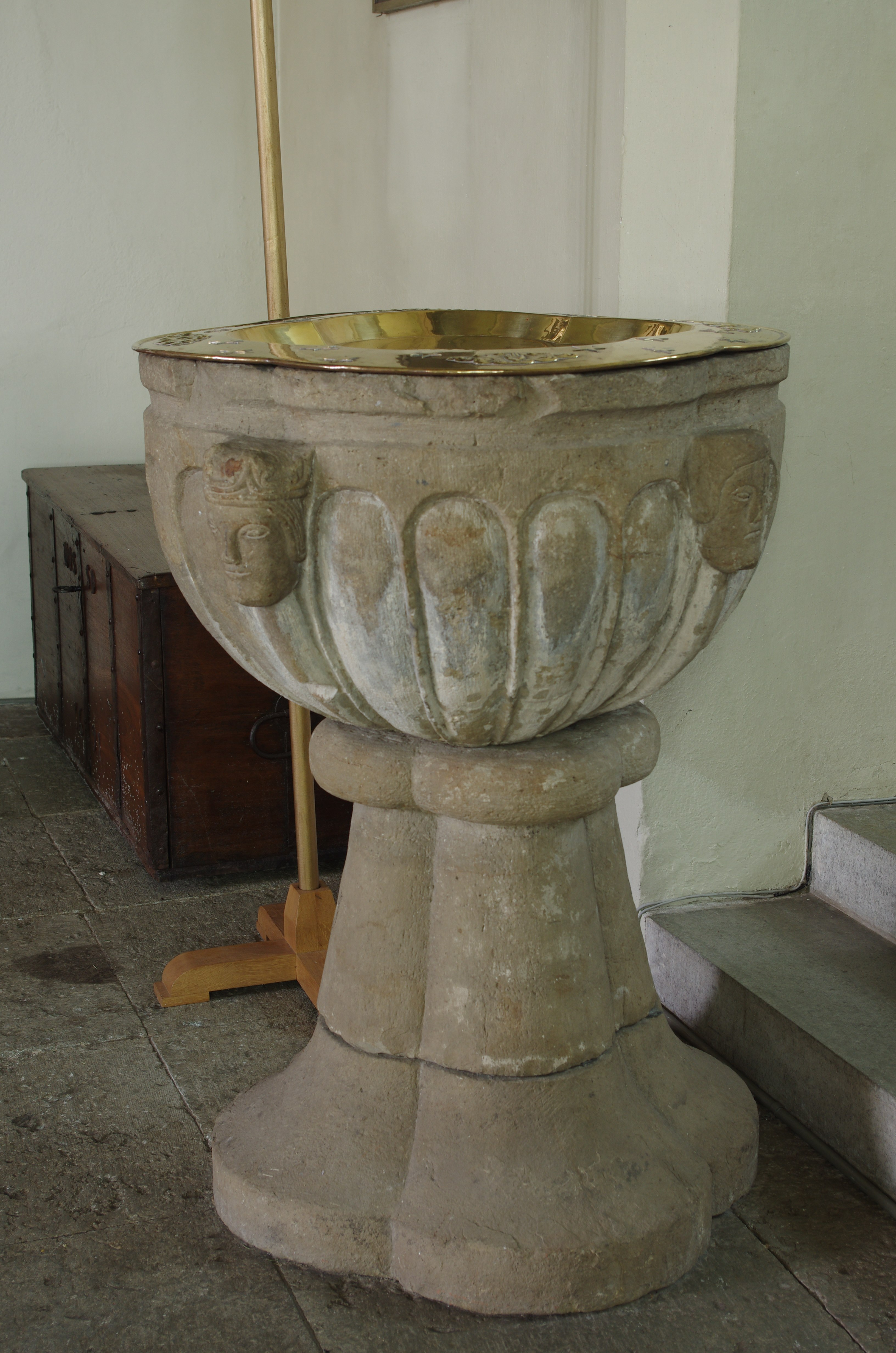
Den medeltida dopfunten med vad som kan vara en avbildning av Erik läspe och halte
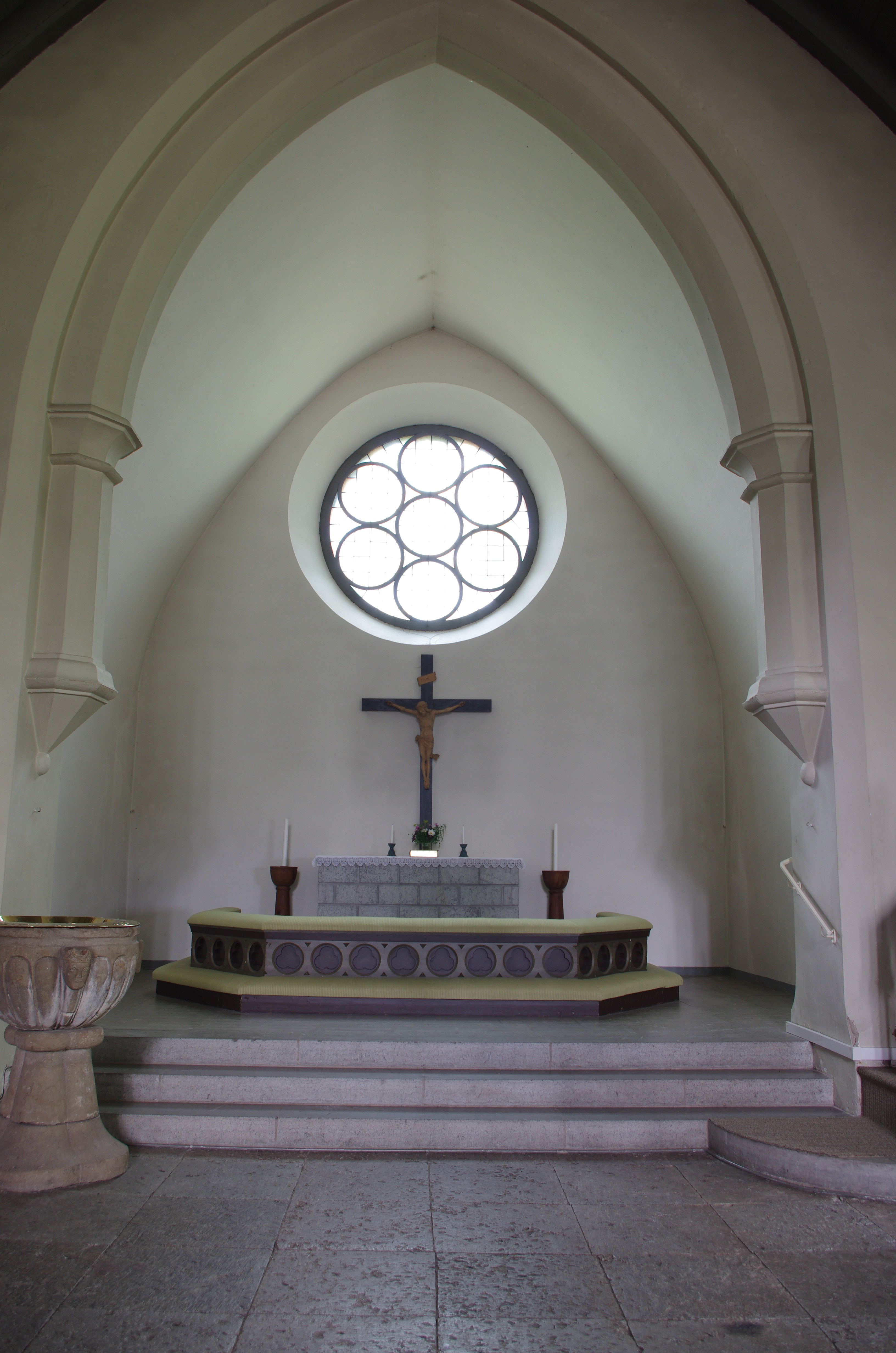
Altaret
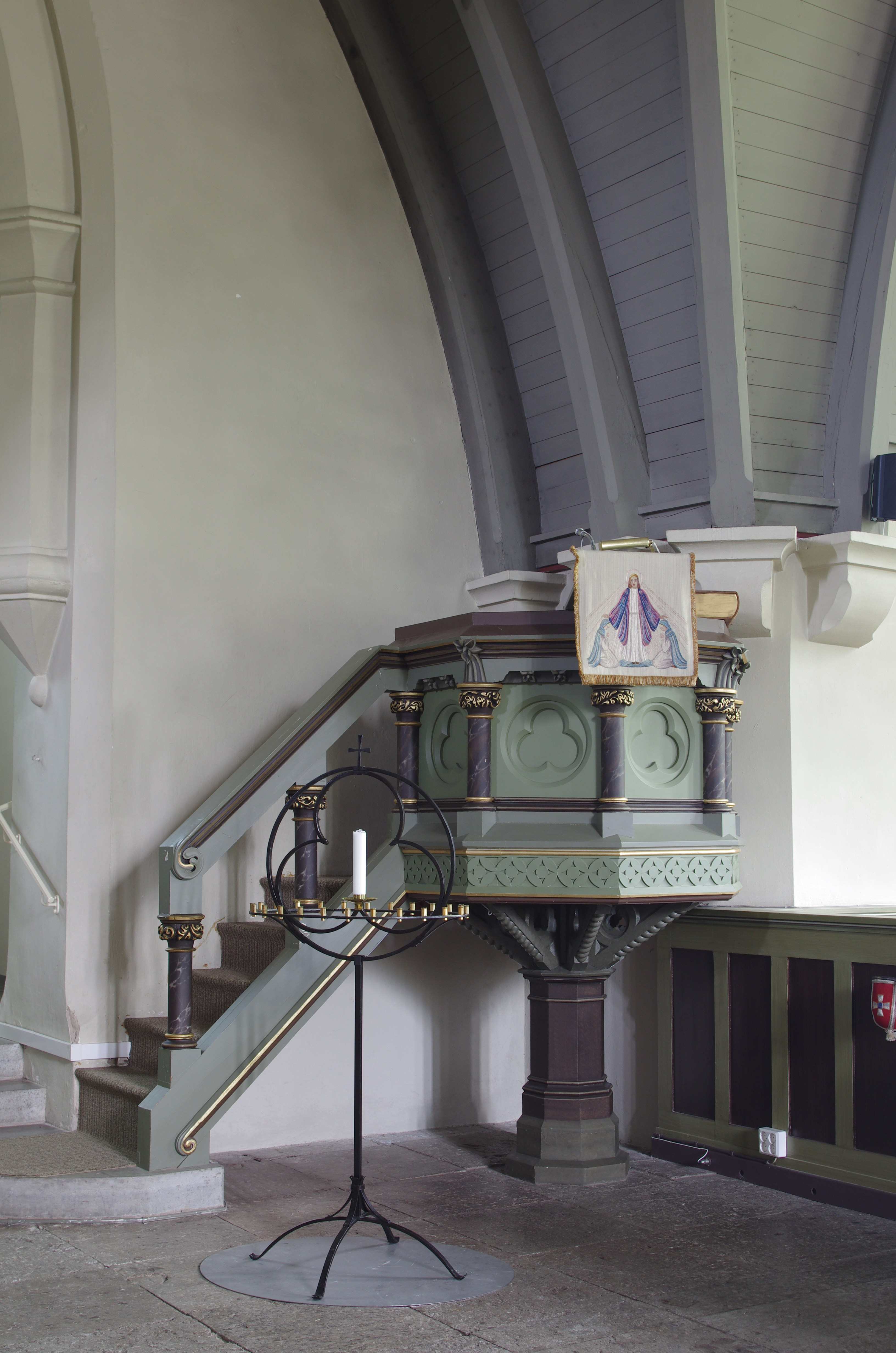
Predikstolen från 1872
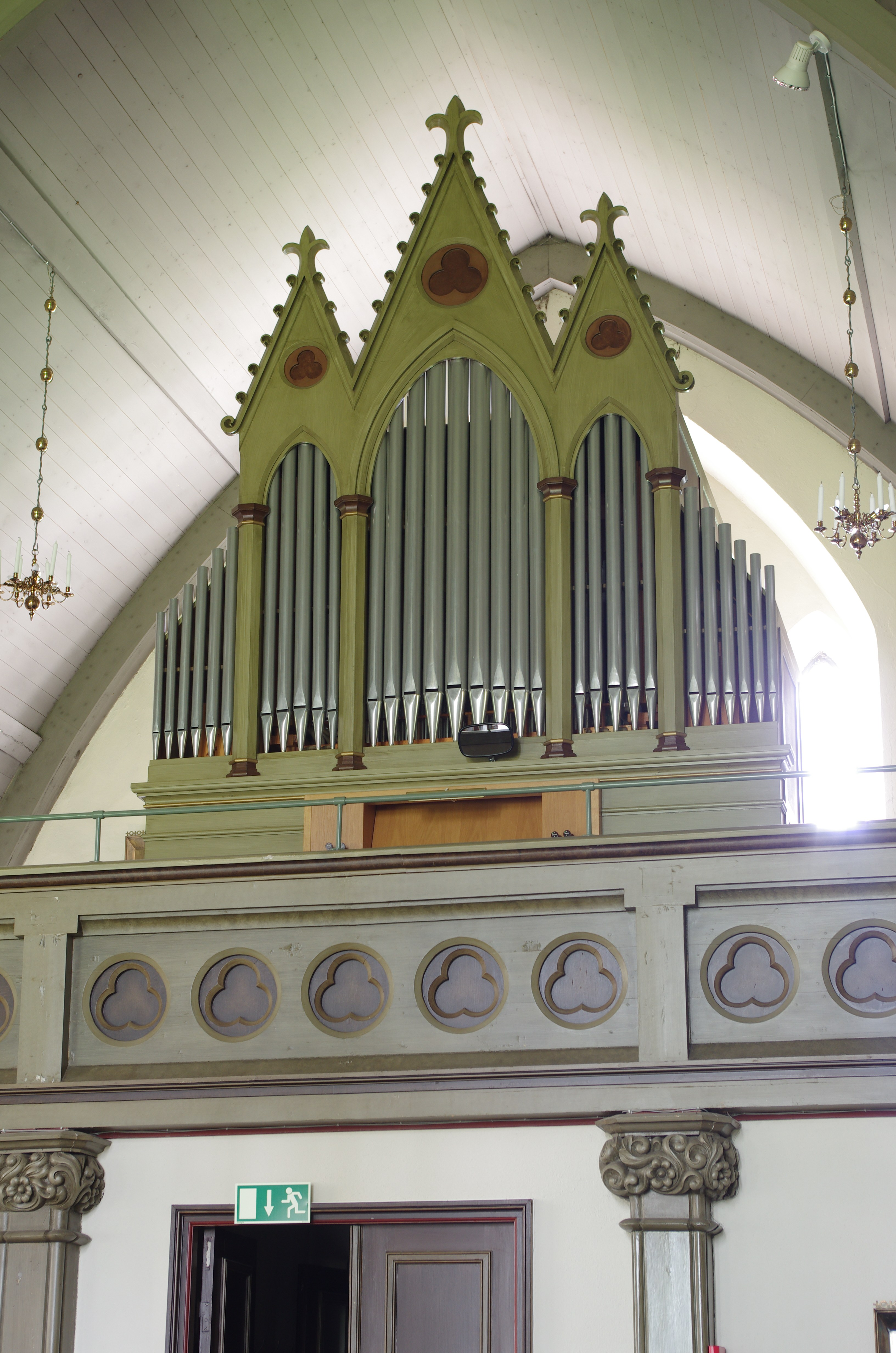
Orgel från 1977 och orgelläktare från 1872

## Åsgöts runsten (Vg 74)
I den medeltida kyrkogårdsmuren fanns det förr en thegnsten. Runstenen står numer uppställd på byskolans skolgård. Inskriptionen lyder:
| ”                                 | Ågute reste denna sten efter Åsgöt, sin fader(?), en mycket god tegn | „ |
| – Västergötlands runinskrifter 74 |                                                                      |   |